# عمر الحدوشي
هو أبو الفضل أو أبو عاصم عمر بن مسعود ابن الشيخ عمر بن حدوش الحدوشي الورياغلي. ولد بمدينة الحسيمة. حفظ القرآن وعمره 9 سنوات ونصف. ومن شيوخه الذين استفاد منهم كثيراً العلامة محمد بوخبزة أخذ عنه تفسير القرآن، ودروس في صحيح البخاري، ودروس في السيرة النبوية، ولازمه أكثر من 8 سنوات وأخذ عنه بالمراسلة الشعر وبحوره وأخذ عنه بعض الكتب في مقصورة مسجد العيون وأجازه في الكتب التسعة ولزوجته، إجازة عامة بكل ماله من منثور ومنظوم، وما تحمله عن مشايخه من منطوق ومفهوم وروايات معقول ومنقول. ولشيخنا 48 إجازة في العلوم الشرعية. وتم الإفراج عنه بموجب عفو ملكي بمناسبة عيد المولد النبوي بعد سنوات من سجنه. وصرّح في مقطع له أنه لا علاقة له بأحداث 16 مايو، مستندا في ذلك إلى تصريح وزير الخارجية السابق إدريس البصري.

## طلب العلم
درس القرآن في دوار إحدوثاً عن الفقيه سلام إبراهيمي، والفقيه المدني وفي تركيست على الفقيه الحاج لفريع، وفي بني بُونْصار على أحمد العمري، وفي إمْعزُوزن عن الفقيه عبد السلام تامهْ، ثم طلب منه هذا الأخير أن يعتني بحفظ متن الأجرومية، وابن عاشر، وألفية ابن مالك، والاستعارة، والجوهر المكنون (في علم البلاغة)، وبعض الأحزاب من مختصر الشيخ الخليل، والعاصمية، وأم البراهين، والمنطق، وسائر علوم الآلة. ولما أتقن هذه المتون واستظهرها عن ظهر قلب، طلب منه الأستاذ عبد السلام تامهْ أن يرحل إلى طنجة للأخذ عن علمائها، فرحل هو وبعض أصداقائه من إمعزوزن – على الأرجل - إلى تطوان ثم من تطوان، إلى طنجة، وأخذ بعض المتون الأخرى عن أحمد الودراسي بحي أبلاص مُوزارْ - طنجة - وفي طنجة البالية عن شيخ آخر، وفي امغوغا، وفي حي السعادة، عن الفقيه عبد السلام اليدري.
ولما أتقن متون العلوم الشرعية بدأ شرحها عن العلامة النحوي عياد مهرز أخذ عنه مقدمة ابن آجروم،(6) مرات، وألفية ابن مالك (8) مرات، والمرشد المعين مرتين، وعلم الموارث (8) مرات، وعلم المنطق (6) مرات، والجوهر المكنون (7) مرات، والعاصمية (3) مرات، وأوضح المسالك، في شرح ألفية ابن مالك (4) مرات، ومن مختصر الشيخ الخليل (الذكاة)(9) مرات، والبيقونية، مرتين، ومختصر ابن أبي جمرة مرة واحدة، والاستعارة (6) مرات، ولامية الأفعال لابن مالك (4) مرات، والأربعون النووية مرة واحدة، وأجاز له في هذه العلوم وأذن له بتدريسها مع الطلبة. وأخذ عن شيخه العلامة محمد بنعليلُو ألفية ابن مالك بشرح المكودوي حاشية ابن حمدون (6) مرات، وبشرح ابن عقيل مرتين، وبالخُضَري مرة واحدة، وبأوضح المسالك مرتين، والبيقونية (3) مرات، والنخبة (3) مرات، والباعث الحثيث مرة واحدة، والأربعون النووية (مرتين)، ورسالة ابن أبي زيد القيرواني، مرتين، والمرشد المعين (3) مرات، والجوهر المكنون (4)مرات، والاستعارة لابن كيران (4) مرات، وتفسير الجلالين مرة واحدة، وتفسير الصابوني (صفوة التفاسير) مرة واحدة، والمنطق مرتين، وغيرها من الفنون كعلم الموارث، وأمره أن يقوم بتدريس هذه العلوم مع الطلبة.
وأخذ عن العلامة أحمد الحضري تفسير ابن كثير مرة واحدة، ومختصر ابن كثير مرة واحدة وعلوم القرآن لمناع القطان مرة واحدة، ومفتاح الوصول مرة واحدة، والأصول لعبد الوهاب خلاف مرة واحدة، وأجازه في علم الحديث، وعلم التفسير، وأخذ عن محمد البقالي، (صحيح مسلم) كاملاً مرة واحدة، وثمانية أجزاء من القرآن بتفسير النسفي، ونخبة الفكر مرة واحدة، والباعث الحثيث مرتين، والشمائل المحمدية، مرة واحدة، وأجاز له في كتب التسعة، وبكل ما له من منقول ومعقول، وعن العلامة عبد الله بن محمد بن الصديق الغماري، تفسير النسفي، و(سنن الترمذي)، و(نيل الأوطار)، وأجاز له إجازة عامة في كتب التسعة بكل ماله، من معقول أو منقول، وإجازة خاصة في (نيل الأوطار) ومؤلفاته. وعن إخوته: محمد الزمزمي، والحسن الغماري، وعبد العزيز الغماري، وعبد الحي الغماري، وأخذ بعض الدروس عن عبد الباري، وصهيب ابني شيخه محمد الزمزمي، وأخذ عن أحمامو محمد ألفية ابن مالك مرة واحدة، ومقدمة ابن آجروم مرة واحدة، والباعث الحثيث مرة واحدة، وسورة البقرة بشرح الصاوي مرة واحدة، والشمائل المحمدية للترمذي مرة واحدة، وعن العشوبي محمد ألفية العراقي في مصطلح الحديث، ونخبة الفكر، وعن مصطفى البحياوي (صحيح البخاري) إلا أنه لم يكمله، وأجزاء من تفسير القرآن، وأخذ التفسير عن شيخه محمد الجردي السعيدي.
وفي 22 شعبان 1409هـ الموافق 30 مارس 1989 حصل على الشهادة العلمية أو العالِمية بعد اختباره وامتحانه وبعد المداولة قررت اللجنة التابعة لمجلس العلمي نجاح الحدوشي واعتبرته مؤهلاً للمهمة التي اختبر من أجلها. وقد سلمت له هذه الشهادة للإدلاء بها عند الاقتضاء. وبمدينة طنجة بإمضاء عبد الله كنون. وطلب منه شيخه عبد الله كنون أن يكون واعظاً رسمياً بمرتب زهيد كما هو معلوم فرفض وتولى الخطابة والوعظ والإرشاد والتدريس في سبيل الله وعمره 14 سنة، وله حافظة قوية جداً يحفظ 7000 حديث، وله استحضار قوي لنصوص الأئمة وأقوالهم، ومنع من الخطابة والوعظ وعمره - آنذاك - 15سنة، وقد تعرض للاستنطاق من طرف جهاز المخابرات عدة مرات، ومرة دام الاستنطاق 3 أشهر.
وسافر إلى الديار المقدسة لأداء فريضة الحج والعمرة والأخذ عن علمائها: فأخذ عن العلامة عبد العزيز بن باز الأصول الثلاثة بمسجد العزيزية، وعن ابن العثيمين، علم الأصول، وعبد الله بسام، ومحمد الشنقيطي، والمختار الشنقيطي، وعطية سالم، وأبي بكر الجزائري، وصالح اللحيدان، والعجلان، وأحمد عمر فلاتة، وحضر لربيع المدخلي، وبشر البِشْرى، ودار نقاش طويل - في علوم متنوعة - مع رمضان الجلاد، وحضر دروساً لسعود الشريم في عقيدة أبي داود، وبلوغ المرام لابن حجر، والفوزان، ولعلماء آخرين بالحرم المكي، والمدني، وأخذ عن شيخه العلامة المحدث محمد ابن الشيخ علي بن آدم بن موسى الأثيوبي، الولّوي بدار الحديث الخيرية بمكة المكرمة (سنن الترمذي)، و(صحيح البخاري) و(ألفية السيوطي في علم الحديث) بشرح العلامة الأثيوبي الموسوم (إسعاف ذوي الوطر بشرح نظم الدرر في علم الأثر)، وأخذ عنه أيضاً كتابه (قرة العين في رجال الشيخين)، وشرح ألفية ابن مالك لابن عقيل، وأخذ الموطأ، والعقيدة الطحاوية وتفسير ابن كثير، ومختصر التحرير، عن العلامة محمد الشنقيطي بالمَسْفَلَه بمكة المكرمة، وأخذ عن علماء من مصر، ومن الهند، والصومال، واليمن، وغيرهم وله مراسلات مع العيد العباسي، ومحمد شقرة، وعبد القادر الأناؤوط، ومن علمائه وشيوخه السيد سابق – مؤلف (فقه السنة) - ومحمد قطب، وأخذ عن شيخنا علمَ النحو كثير من طلبة الشيخ مقبل، وبعض الأساتذة في الجامعة الإسلامية أخذوا عنه مقدمة ابن آجروم، وألفية ابن مالك، ونخبة الفكر، ومقدمة فتح الباري، وغيرها، كما أخذ عنه طلبة أفذاد من الجزائر، وآخرون من ليبيا، ومصر، والسودان، وتركيا وغيرهم.

## النتاج العلمي

### مؤلفاته
وله مؤلفات كثيرة منها:
- الجهل والإجرام في حزب العدل والإحسان.
- البديل الإسلامي لجماعة العدل والإحسان.
- وقفة مع القوانين الإلحادية.
- أسانيد كتب التسعة.
- حكم مصافحة الأجنبية والرد على شبه القرضاوي، وعبد الحليم أبي شقة، وعبد الباري الزمزمي.
- والأربعون حديثاً في الحث على ملازمة السنة النبوية.
- كيف تفهم عقيدتك بدو معلم؟.
- إرشاد السالك إلى حكم من سب الرسول r في مذهب مالك.
- القول السديد في معالم التوحيد.
- حوار هادئ مع الأستاذ عبد السلام ياسين.
- عندما يصبح أبو جهل بطلاً قومياً.
- إعلام الخائض بجواز مس المصحف للجنب والحائض.
- الذكر البدعي عقب الصلوات.
- المختار في صحيح الأذكار.
- رفع الغشاوة في تحريم أخذ الأجرة عن التلاوة.
- إخبار الأولياء بمصرع أهل التهجم والإرجاء. أو: جمعية الرفق بالطواغيت.
- نقد أصول خالد العنبري.
- مقاطعة المنتجات الأمريكية والصهيونية سلاح فعال من أسلحة الحرب.
- حكم الصلاة خلف الإمام المبتدع والمتجاهر بالفسق.
- أناشيد عربية لا إسلامية؟
- نقد البردة للبوصيري.

### التحقيق
ومن الكتب المحققة التي حققها الحدوشي:
- آية الرحمان في جهاد الأفغان لعبد الله عزام.
- نشر الإعلام بمروق الكرفطي من الإسلام - حكم رؤية الله في المنام – للعلامة محمد بوخبزة علق عليه وكتب حواشيه وخرج أحاديثه.
- التوضيحات لما في البردة والهمزية من المخالفات للعلامة محمد بوخبزة علق عليه وكتب حواشيه وخرج أحاديثه.
- البيان المشرق لسبب صيام المغرب برؤية المشرق للعلامة عبد الله بن الصديق الغماري. اعتنى به وحققه وعلق عليه وخرج أحاديثه.
- بيان الفجر الصادق للعلامة. تقي الدين الهلالي خرج أحاديثه وعلق عليه شيخنا أبو الفضل. وهذه الكتب كلها قام بمراجعتها وتصحيحها والزيادة عليها داخل السجن ليعيد طبعها، من جديد.

## الإعلام
وله حوارات كثيرة في جرائد متنوعة المشرب: عدة مرات مع أسبوعية (الأيام)، وعدة مرات مع أسبوعية (الصحيفة)، ومع يومية (النهار) ومع يومية (العصر) حوار طويل حول ما نسب إلى (السلفية الجهادية) وله رد على الوزير (اليوسفي) عندما صرح الوزير الأول – في وقته - بأشياء تخالف مقاصد الإسلام، في حوار أجرته معه جريدة (الأحداث المغربية. ورد عليه بعنوان (وانعقد المؤتمر بجريدة الأحداث برئاسة إبليس).

### التسجيلات
وقد وقع الحدوشي على الفتوى مع العلماء الذين حرموا التحالف مع أمريكا وكفروا كل من تحالف معها ضد الإسلام (باسم محاربة الإرهاب)، وله حوار طويل بعنوان: زهور ابن لادن في (الوطن العربي). وفي جرائد أخرى. وخيروه بين التنازل عن الفتوى، أو التنازل عن خطبة الجمعة، وعن التدريس والوعظ فرفض التنازل عنها ومنع من التدريس والوعظ والخطابة. وشرح الحدوشي (صفة صلاة النبي) في سبعين شريطاً، وكتاب التوحيد لمحمد بن عبد الوهاب في 80 شريطاً، والعقيدة الطحاوية في 60 شريطاً وبداية السول بتفضيل الرسول في 24 شريطاً، ومقدمة ابن آجروم في 50 شريطاً، ومرة في 20 شريطاً، ومرة لم يتمها 15 شريطاً، والسيرة النبوية في 70 شريطاً درَّسها للأخوات، وله كتب أخرى مشروحة، وفي العقيدة 30 شريطاً، وشروط لا إله إلا الله في 30 شريطاً وهكذا.

## الشعر
وله طلبة وطالبات أفذاذ لهم جهود جبارة وله قصائد شعرية من داخل (السجن المركزي) بالقنيطرة، وله أكثر من خمسين قصيدة من داخل السجن المحلي بتطوان وله مؤلفات قيمة من داخل السجن المحلي كلها في علم التفسير والحديث وهي:
- نشر العبير في منظومة قواعد التفسير في 600بيت.
- قناص الشوارد الغالية، وإبراز الفوائد والفرائد الحديثية . في أكثر 1000 صفحة وهو عبارة عن 200 فائدة في علم الإسناد.
- ذاكرة سجين.
- القول المقبول فيمن قال فيه الحافظ: (فلان مقبول). أكثر من 800 صفحة.
- القول الحثيث فيمن قال فيه الحافظ: فلان منكر الحديث.
- إعادة النظر فيمن قال فيه البخاري: فلان فيه نظر، أو: في حديثه نظر.
- حكم رؤية النبي r في اليقظة والمنام!!

## الحالة الأسرية
وللحدوشي أربعة أولاد، من زوجته الواعظة أم الفضل حنان بنت محمد المساوي وهم: أم سليم الرميصاء وعمرها 8 سنوات تحفظ ربع القرآن. وأبو عمار عاصم وعمره 7 سنوات يحفظ 9 أحزاب من القرآن. وأبو يحيى صهيب الحدوشي 5 سنوات يحفظ حزبين. وأم معاذ عفراء 3 سنوات ولدت وشيخنا بسجن سلا تحفظ الكثير من السور وآية الكرسي وكثيراً من الأذكار ولها حافظة قوية كأبيها.

## المرجع
- نبذة مختصرة عن ترجمة أبي الفضل عمر بن مسعود بن عمر بن الحدوشي موقع أهل الحديث.